# شفلرية
الشفلرية (الاسم العلمي:Schefflera) هي جنس من النباتات تتبع الفصيلة الأرالية من رتبة الخيميات. سميت تكريماً لعالم النبات البولندي جوهان بيتر ارنست فون شفلر (بالإنجليزية:  Johann Peter Ernst von Scheffler)‏.

## أنواع الشفلرية
الشفليرا
الشفليرا الأصبعية